# レダと白鳥 (ティントレット)
『レダと白鳥』（レダとはくちょう、伊:Leda e il cigno）は、イタリアのルネサンス期ヴェネツィア派の巨匠、ティントレットが1550-1560年ごろに描いたカンヴァス上の油彩画である。現在、フィレンツェのウフィツィ美術館に所蔵されている。真筆性に関する疑問は、1988年と1994年の修復によって解消された。美術史家は作品の制作年に関しては一致していないが、ほとんどの場合1550年代の制作としている。これは、『ウルカヌスに驚かされるヴィーナスとマルス』（アルテ・ピナコテーク）と『ヨセフとポティファルの妻』（プラド美術館）と同時期である。『ユーディットとホロフェルネス』（プラド美術館）も以前は同時期の制作とされたが、現在は工房の作品とされている。
18世紀後半、作品はパリのオルレアン・コレクションにあったが、その後、ロンドンでブリッジ・ウォーター公爵に購入された。1857年にポール・ノートンに購入された後、1895年にアルトゥーロ・デ・ノエ・ウォーカーから現在の所蔵元であるフィレンツェのウフィツィ美術館に最終的に寄贈された。アレッサンドロ・コンティーニ・ボナコッシ・コレクション由来の別のバージョンもウフィツィ美術館が所有しているが、このバージョンは、おそらく本作の原型であった。このバージョンでは左側の召使の部分は後に切断されており、現在は対角線が目立つ正方形の画面である。